# Paterberg
El Paterberg és un turó que es troba al municipi de Kluisbergen, a la província belga de Flandes Oriental. Amb un cim que corona 80 msnm, és un dels molts turons que hi ha a les Ardenes flamenques, al límit amb Valònia. El turó no fou pavimentat fins al 1986, quan un pagès local va construir un camí a llambordes fins al cim perquè volia que el Tour de Flandes passés per casa seva. La pujada empedrada es va convertir en un dels llocs emblemàtics del ciclisme belga, i el 1993 va ser protegit.

## Ciclisme
L'ascensió és molt coneguda al món del ciclisme, sent habitual en les clàssiques de primavera flamenques, i destacant al Tour de Flandes. Junt amb el Koppenberg i l'Oude Kwaremont és una de les ascensions més dures de la regió, pels seus forts desnivells, estretor i ser un camí amb llambordes. El seu pendent mitjà és del 12,5%, amb un màxim desnivell del 20% durant un centenar de metres.
El Paterberg ha format part de totes les edicions del Tour de Flandes des de la seva primera aparició, el 1986, un rècord sols compartit amb el Kwaremont. Fins al 2011 solia pujar-se molt lluny de l'arribada, però amb la modificació del recorregut, el 2012, passà a ser la darrera ascensió de la cursa.
També sol ser superat en curses com l'E3 Harelbeke i l'A través de Flandes.